# Stando alle regole
Stando alle regole è un singolo del gruppo rap italiano Sottotono, pubblicato nel 1999 dall'etichetta WEA.

## Tracce
CD promo
Testi di Massimiliano Cellamaro, musiche di Harold Faltermeyer, Massimiliano Dagani.
1. Stando alle regole – 4:21